# Nesselsdorf Präsident
O Präsident foi um automóvel produzido pela Nesselsdorfer Wagenbau-Fabriks-Gesellschaft A.G. (NW, agora conhecida como Tatra) em 1897. Foi o primeiro automóvel com motor a gasolina feito em fábrica produzido na Áustria-Hungria bem como na Europa Central e Oriental (salvo a tentativa de Siegfried Marcus de Viena em construir um carro auto-propulsado em 1875). Foi construído por Leopold Sviták e Hans Ledwinka. O automóvel era mais uma carruagem sem cavalos do que um carro no sentido moderno. O carro é guiado através de guidão. A carroceria de madeira é assentada sobre uma estrutura de ferro. Tem quatro lugares e um teto conversível, que cobre apenas os bancos traseiros. Ambos os eixos têm suspensão de molas semi-elípticas. As rodas são semelhantes às de uma carruagem de cavalo, mas com pneus de borracha. Tem um motor Benz de dois cilindros com ignição por faísca, montado atrás do eixo traseiro.